# Holmby Hills

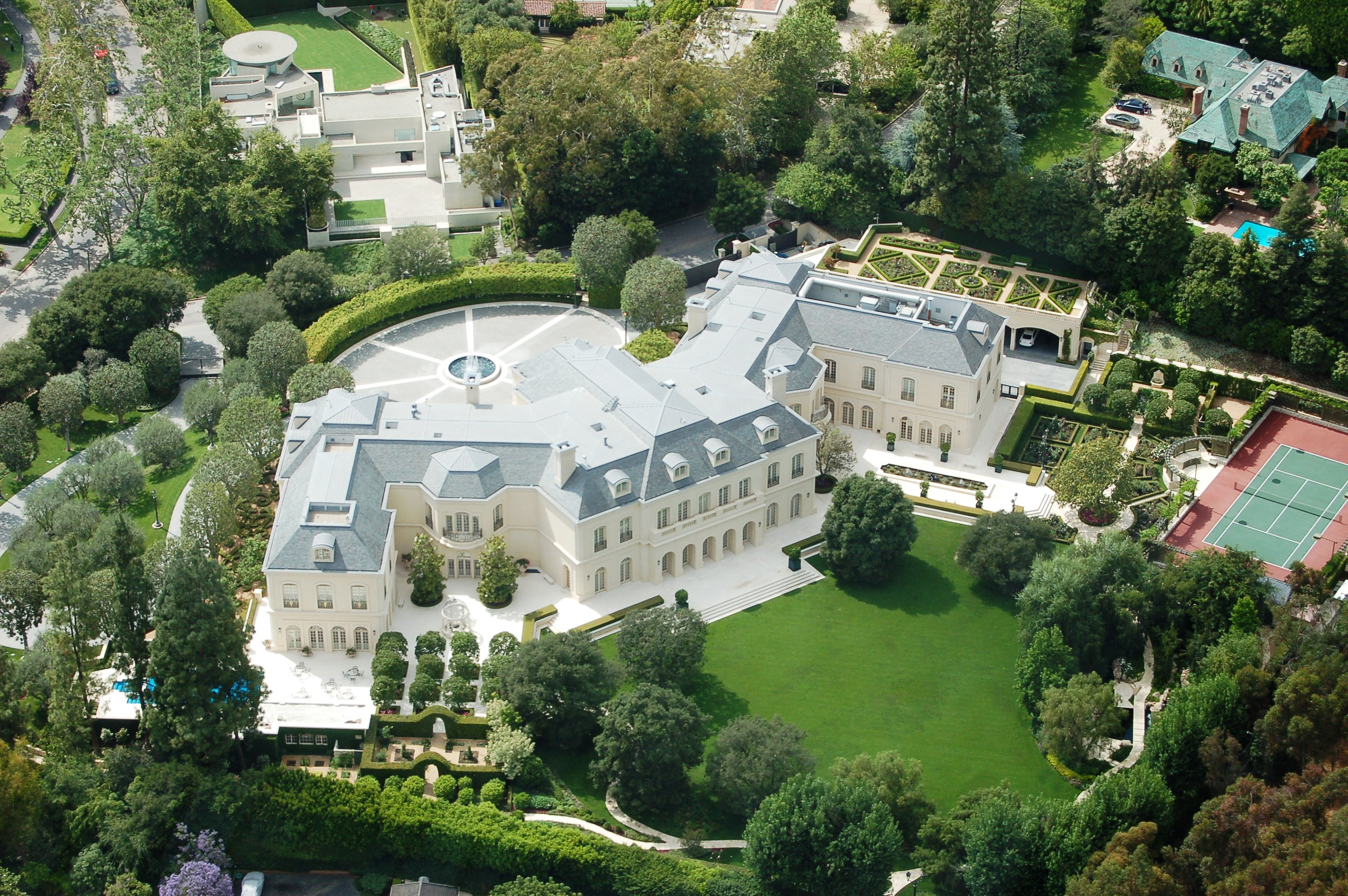
Das im Auftrag von Aaron Spelling erbaute Haus Nummer 594 South Mapleton Drive ist das größte Wohnhaus im Los Angeles County.

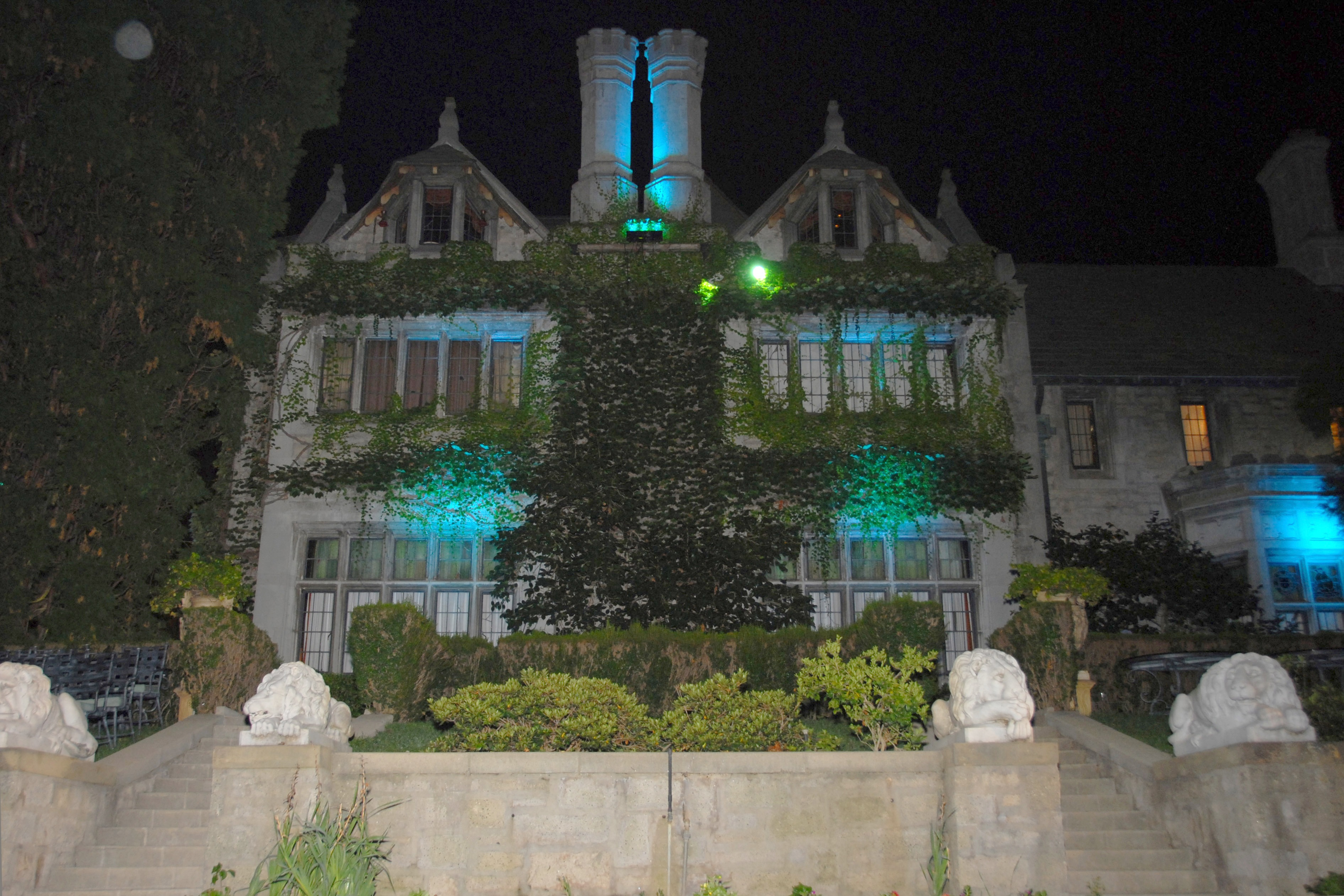
Playboy Mansion,
10236 Charing Cross Road

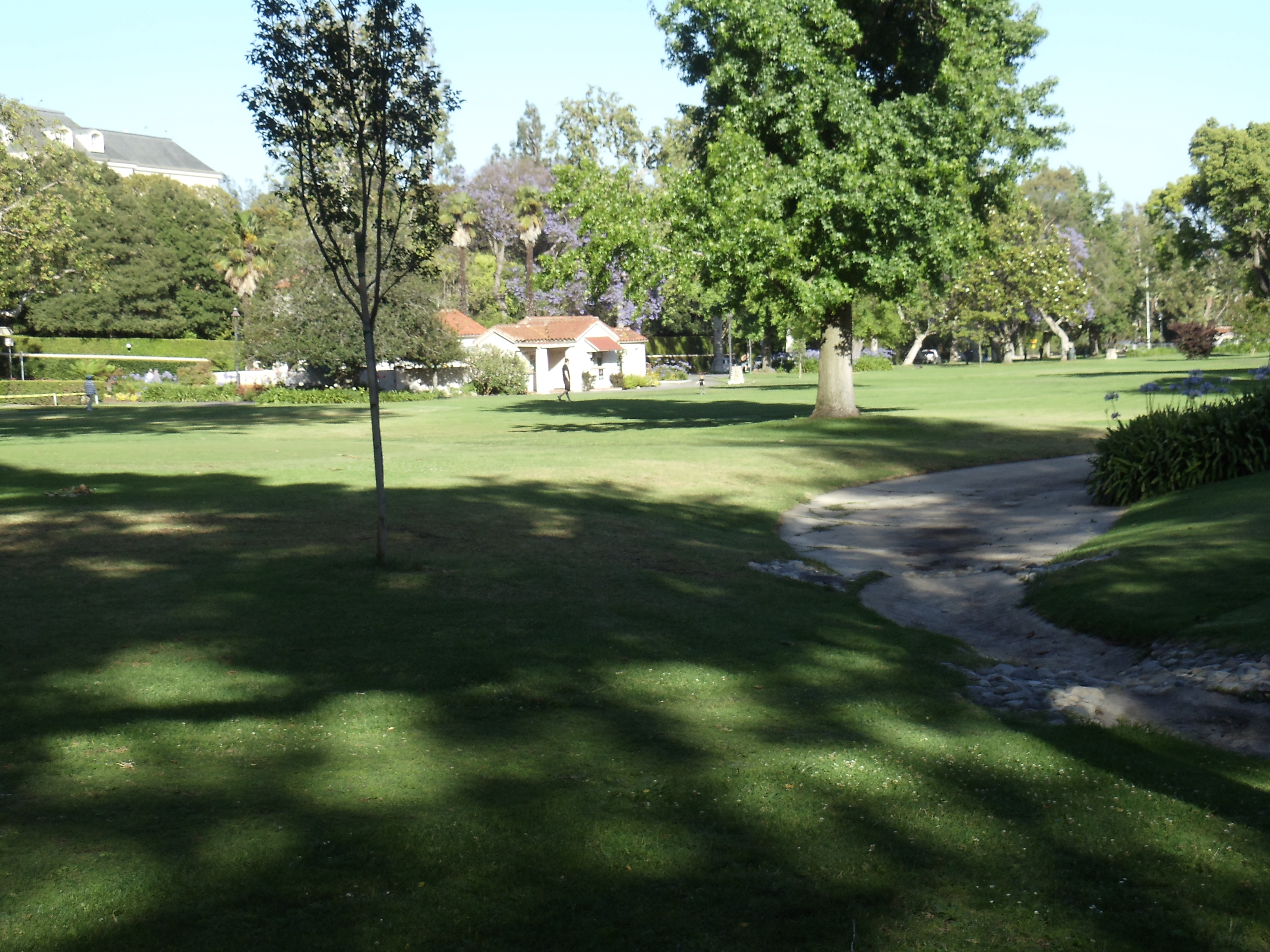
Blick in den am südwestlichen Rand von Holmby Hills gelegenen Holmby Park.

Holmby Hills ist ein exklusives Wohnviertel im Westen von Los Angeles. Gemeinsam mit dem ebenfalls gehobenen Stadtviertel Bel Air und der im Osten gelegenen Nachbarstadt Beverly Hills bildet Holmby Hills das sogenannte Platin-Dreieck (Platinum Triangle), das ein Gebiet bezeichnet, in dem die Superreichen, insbesondere aus der Unterhaltungsindustrie, leben. Der südliche Teil von Holmby Hills wird teilweise zu Westwood gezählt, während der nördliche Teil zu Beverly Crest gezählt wird.

## Lage und wichtigste Straßen
Holmby Hills wird begrenzt vom Beverly Glen Boulevard im Westen, vom Greendale Drive, der North Faring Road und dem Brooklawn Drive im Norden, von der Comstock Avenue im Südwesten und dem Los Angeles Country Club im Südosten. Östlich von Holmby Hills verläuft der Benedict Canon Drive.
Zu den wichtigsten Straßen gehört der Sunset Boulevard, der das Viertel in einen nördlichen und einen südlichen Sektor unterteilt.
Zu den wichtigsten Straßen des nördlichen Sektors zählen der North Beverly Glen Boulevard, der Delfern Drive, der North Carolwood Drive, die North Faring Road und der Brooklawn Drive. Auf dem Areal zwischen den beiden letztgenannten Straßen befindet sich die Mittelstufenschule der Harvard-Westlake School.
Die bedeutendsten Straßen südlich des Sunset Boulevard sind der South Mapleton Drive, an dessen südlichem Ende sich das größte Wohnhaus des Los Angeles County befindet, und die das Playboy Mansion beherbergende Charing Cross Road.

## Prominente Bewohner
- Lex Barker, 120 South Mapleton Drive
- Humphrey Bogart, 232 South Mapleton Drive
- Richard Burton, 115 North Carolwood Drive
- Gary Cooper, 200 Baroda Drive[1][2]
- Bing Crosby, 594 South Mapleton Drive
- Neil Diamond, 161 South Mapleton Drive
- Walt Disney, 355 North Carolwood Drive
- Clark Gable, 325 North Carolwood Drive
- George Harrison, 245 North Carolwood Drive
- Audrey Hepburn, 100 Delfern Drive[3]
- Michael Jackson, 100 North Carolwood Drive
- Mick Jagger, 135 Monovale Drive und 135 North Carolwood Drive
- Curd Jürgens, 243 South Mapleton Drive
- Jayne Mansfield, 10100 Sunset Boulevard
- David Niven, 100 Delfern Drive[3]
- Gregory Peck, 375 North Carolwood Drive
- Brad Pitt, 259 Delfern Drive[4]
- Elvis Presley, 144 Monovale Drive
- Burt Reynolds, 245 North Carolwood Drive
- Frank Sinatra, 100 Delfern Drive,[3] 120 Monovale Drive und 320 North Carolwood Drive
- Barbara Stanwyck, 423 North Faring Road[5]
- James Stewart, 340 North Carolwood Drive
- Rod Stewart, 391 North Carolwood Drive
- Robert Taylor, 423 North Faring Road[5]